# Veljko Bulajić
Veljko Bulajić (22. března 1928 Vilusi – 3. dubna 2024 Záhřeb) byl černohorsko-chorvatský filmový režisér, který pracoval po většinu života v Chorvatsku a proslavil se především v časech Jugoslávie výpravnými válečnými filmy s partyzánskou tematikou, v nichž začasto nechyběly hvězdy světového filmu. Lákala ho ale i jiná historická témata. Čtyři nejnavštěvovanější filmy v dějinách jugoslávské kinematografie natočil právě Bulajić (Kozara, Vlak bez voznog reda, Atentat u Sarajevu, Bitka na Neretvi). Bitka na Neretvi, s Francem Nerem v hlavní roli, se v roce 1970 dočkala nominace na Oscara za nejlepší zahraniční film. Film Sarajevský atentát z roku 1975, s Christopherem Plummerem či Maximilianem Schellem v hlavních rolích, byl natočen v koprodukci s Československem a za účasti řady českých tvůrců (kameraman Jan Čuřík, hudební skladatel Luboš Fišer, herci Jan Hrušínský, Libuše Šafránková, Ivan Vyskočil, Otomar Korbelář ad.) Věnoval se i dokumentu, celovečerní dokumentární film o zemětřesení Skopje 63 mu vynesl cenu Kalinga od UNESCO a cenu za nejlepší dokument (San Marco) na festivalu v Benátkách roku 1964. Snímek uspěl i na několika dalších festivalech. Vystudoval film v Itálii, v Centro Sperimentale v Římě, absolvoval roku 1959. Poté dělal asistenta mj. Federico Fellinimu a Vittorio De Sicovi, než se vrátil do Jugoslávie.

## Politika
Bulajić se vždy angažoval v politických otázkách. S odbojem za druhé světová války, o němž pak tak často točil, měl i osobní zkušenost a ztratil v něm bratra. Za socialistické éry byl považován za blízkého přítele prezidenta Josipa Broze Tita, s nímž natočil mnoho dokumentárního materiálu (o autorská práva na něj pak po pádu komunismu vedl právní spor s chorvatskou veřejnoprávní televizí). Po pádu socialismu Bulajić však uvedl, že jeho názor na Tita není jednoznačný. Ocenil jeho protifašistický odboj i odvahu postavit se Stalinovi, ale kritizoval jeho politiku a politické represe. S těmi měl rodinnou zkušenost, když jeho starší bratr Stevan Bulajić, který byl také významným scenáristou a intelektuálem, byl uvězněn v táboře Goli Otok poté, co veřejně kritizoval komunistickou elitu za nakupování v diplomatických obchodech, které disponovaly výrobky, jež v běžných jugoslávských obchodech nebyly dostupné. V 90. letech Bulajić aktivně podporoval snahu Chorvatska o nezávislost a později i stejnou snahu Černé Hory. Silně též bojoval za členství Černé Hory v NATO. Po vzniku Černé Hory jako samostatného státu doprovázel tehdejšího chorvatského prezidenta Stjepana Mesiće při jeho historickém setkání s černohorským prezidentem Milo Đukanovičem. Setkání bylo považováno za zlom ve vztazích obou zemí a za symbol prozápadní orientace nového státu. V roce 2018 podpořil Mila Đukanoviće v kampani, v níž Đukanović usiloval o druhý prezidentský mandát. V roce 2019 byl Bulajić signatářem veřejné výzvy mezinárodnímu společenství, aby odsoudilo „srbskou politickou, náboženskou a mediální kampaň“ zaměřenou prý na „destabilizaci míru a stability v sousední Černé Hoře".